# 正福寺 (安曇野市)
正福寺（しょうふくじ）は長野県安曇野市にある真言宗豊山派の寺院。山号は五龍山。

## 概要
大同2年（807年）に明王院高山寺（こうさんじ）として創建され、奥の院の不動明王（宮城不動）を本尊とする別当寺であった。宮城（みやしろ）は「御社（みやしろ）」を意味し、有明山を神体山とする霊場である。中世の有明山は修験道の本場として信濃国内外から行者が集まった。寛文5年（1661年）の書状によれば高山寺は6つの坊を抱える大寺であった。塩の道千国街道に程近く、西国から善光寺への参詣道の途上にあることから、満願寺や松尾寺とともに十返舎一九の『続膝栗毛』にも登場する。廃仏毀釈後、明治25年（1892年）に奈良県の長谷寺の末寺として再興された。不動堂に鎌倉時代末期の不動明王像（安曇野市指定文化財）がある。

## 交通アクセス
- 長野自動車道安曇野ICから車で30分
- JR大糸線有明駅から車で15分